# Vere-Gimme jezici
Vere-Gimme jezici, malena skupina od (4) nigersko-kongoanska jezika iz Kameruna i Nigerije koja čini dio šire skupine vere-dowayo. Dijeli se na podskupine gimme i vere. predstavnici su: 
a. Gimme (2) Kamerun: gimme, gimnime.
b. Vere (2) Nigerija: koma, mom jango.

## Vanjske poveznice
- Ethnologue (14th)
- Ethnologue (15th)